# استرجاع العميل المتوقع
استرجاع العميل المتوقع هو طريقة لجذب ومتابعة عملاء المبيعات المتوقعون الذين تم الحصول عليهم خلال فعاليات أو معرض تجاري أو مؤتمر. وتظهر التقارير المنشورة أن 70% من عملاء المبيعات المتوقعين الذين يتم التقاطهم في إحدى الفعاليات لا يتابعها مندوب المبيعات. ويرجع هذا بشكل أساسي إلى عملية غير فعالة لإدارة المبادرة قبل الفعاليات وخلالها وبعدها.
فوظيفة العارض هي الوصول إلى أفضل عائد استثماري ممكن واستغلال الأدوات التي تتيح له الاطلاع على معلومات أكبر حول كل من يزور الجناح الخاص به.  ويوفر استرجاع العميل المتوقع وسيلة لجمع ونشر ديموغرافيات الشراء المفيدة من خلال عملاء المبيعات المتوقعين. وتتاح نظم استرجاع العملاء المتوقعين في خيارات متنوعة تمثل جزءًا من الحلول التكنولوجية المتزايدة بسرعة لخدمة المعارض والفعاليات التجارية.  وتتيح نظم الاسترجاع أيضًا تخصيص البيانات التي يتم تجميعها. كما توفر نظم استرجاع العميل المتوقع للعارضين إمكانية قياس النتائج ومقارنتها بأهداف المبيعات أو الفعاليات، وبهذا تعطي تبريرًا لاستثمار الوقت والطاقة والميزانية للعرض ضمن الفعاليات.

## أنواع التكنولوجيا
- الشريط المغناطيسي
- الرمز الشريطي
- تحديد الهوية باستخدام موجات الراديو